# Теория Погодина — Соболевского
Теория Погодина — Соболевского, также гипотеза Погодина — Соболевского — условное название историко-лингвистической гипотезы второй половины XIX века о великорусском этническом составе населения Среднего Приднепровья во времена средневекового Киевского государства и о неавтохтонности украинцев, которые согласно доводам московского историка М. П. Погодина, поддержанным и развитым позже филологом А. И. Соболевским, пришли на обезлюдевшую территорию Киевщины из Карпатского региона в послемонгольский период, в XIV—XV вв.
Впервые гипотеза о перемещении и смене населения Приднепровья была высказана М. Погодиным в заметке «Записки о древнем языке русском. Письмо к И. И. Срезневскому», которая была трижды напечатана в ведущих российских исторических журналах в 1856 году. Автор доказывал, что древнекиевские летописи были написаны великороссами, и что в них нет ничего малоросского (украинского); а значит, «малороссы жили в Карпатах, как своей колыбели» и сменили великороссов, которые в XII веке переселились на север, не принеся с собой «никакого малоросского влияния».
С возражениями о смене населения выступил профессор Киевского университета Н. Максимович. Широкая дискуссия 1856-63 гг. велась на страницах московского славянофильского журнала «Русская беседа», позже в петербургском украинском журнале «Основа» и газете «День» («Филологические письма к М. П. Погодину», 1856; «Ответные письма к М. П. Погодину», 1857; «О мнимом запустении Украины в нашествие Батыево и населении ее новопришлым народом», 1857; «Новые письма к М. П. Погодину. О старобытности малороссийского наречия», 1863). Утверждение Погодина поддержал филолог П. Лавровский («Ответ на письма г. Максимовича к г. Погодину о малорусском наречии»; «По вопросу о южно-русском языке», 1861), на сторону Максимовича встал славист А. Котляревский («Были ли малоруссы исконными обитателями Полянской земли или пришли из-за Карпат в XIV в.?», 1862).
Гипотеза Н. Погодина получила серьезное филологическое обоснование на высоком научном уровне и сопроводительную идеологическую поддержку в трудах выдающегося филолога-слависта А. Соболевского («Как говорили в Киеве в XIV и XV вв.», 1883, опубл. 1884 и 1888; «Очерки по истории русского языка», 1884; «Источники для знакомства с древнекиевским говором», 1885, «Лекции по истории русского языка», ч. 1, 1888; «Древнекиевский говор», 1905). А. Соболевский, на основе изучения диалектных особенностей восточнославянских памятников XI—XIV вв. (особенно обращая внимание на наличие «нового ятя»), обозначал все древние памятники, в которых замечал черты, характерные для украинского языка, как «галицко-волынские», противопоставив им «киевские», в языковых особенностях которых он усматривал подтверждение гипотезы Погодина о том, что Киевщина в XV веке говорила по-русски, а украинцы появились на этой территории позже, из Галичины, Волыни и Подолья.
В последовавшей острой полемике, в которой, в частности, было выяснено историческое значение и распространение явления «нового ятя», принимали участие ведущие историки В. Антонович, М. Владимирский-Буданов, М. Грушевский, языковеды П. Житецкий («По поводу вопроса о том, как говорили в Киеве в XIV и XV веках», 1883, опубл. 1888), В. Ягич («Четыре критико-палеографические статьи», 1884; «Критические заметки по истории русского языка», 1889), А. Шахматов («К вопросу об образовании русских наречий и русских народностей», 1899; «Краткий очерк истории малорусского (украинского) языка», 1916), Е. Карский, С. Смаль-Стоцкий. Большинство языковедов выступали с основательной критикой положений Соболевского. Так, А. Шахматов отметил, что «А. И. Соболевскому удалось установить группу не галицко-волынских, а просто малороссийских памятников, причем прямой вывод из его наблюдений — это способность выводить историю малороссийского языка далеко за XII век».
Самым ярым оппонентом Соболевского выступил специалист по восточным языкам А. Крымский («Филология и погодинская гипотеза», 1898, отд. изд. 1904; «Некоторые неопределенные критерии для диалектологической классификации древнерусских рукописей», 1906; «Древнекиевский говор», 1906; «Русская грамматика…», 1907). В «иконоборческом запале» (Ю. Шевелев) Крымский отвергал практически все рассуждения Соболевского, даже несомненно подтвержденные положения.
Дискуссия XIX — начала XX века была тесно связана с вопросом происхождения восточнославянских языков, что не могло быть разрешено на доступном тогда материале. Гипотеза Погодина-Соболевского потеряла идеологическое значение и полемическую остроту после революции 1917 года и распада Российской империи.